# Vlekkruinmuisspecht
De vlekkruinmuisspecht (Lepidocolaptes affinis) is een zangvogel uit de familie Furnariidae (ovenvogels).

## Verspreiding en leefgebied
Deze soort komt voor in Midden-Amerika en telt drie ondersoorten:
- L. a. lignicida: noordoostelijk Mexico.
- L. a. affinis: van zuidelijk Mexico tot noordelijk Nicaragua.
- L. a. neglectus: Costa Rica en westelijk Panama.

## Status
De grootte van de populatie is niet gekwantificeerd maar aangenomen wordt dat de aantallen licht dalen. Op de Rode lijst van de IUCN heeft deze soort de status niet bedreigd.